# Alec Briggs
Alec Briggs (sinh ngày 21 tháng 6 năm 1939) là một cựu cầu thủ bóng đá người Anh sinh ra ở Sheffield thi đấu cho Bristol City từ 1957 đến 1970. Ông có 351 lần ra sân ở Football League, ghi 1 bàn thắng.